# Kofun Daisenryō
El Kofun Daisenryō (en japonés 大仙陵古墳, Daisenryō kofun) és un kofun (túmul funerari) que es troba a Sakai, Japó. Es considera la tomba més gran del món, i forma part del grup de Tombes de Mazu.

## Història
Sembla que el Kofun Daisenryō es va construir durant un període de vint anys a mitjan segle v, durant el període Kofun. L'Agència de la Casa Imperial japonesa atribueix la tomba a l'emperador Nintoku, tot i que no s'ha provat.

## Descripció
El túmul de Daisenryō fa uns 500 m per 300 m, i tota l'estructura té 840 m de llarg.  Envoltat per tres fossats, el kofun s'aixeca si fa no fa 35 m del terreny circumdant. La superfície n'és de 100.000 m², i la de tot el conjunt funerari de 460.000 m².
L'Agència de la Casa Imperial prohibeix accedir a la tomba. Els fossats acullen una rica fauna i flora. Ara el kofun està cobert de vegetació. El Museu Municipal de Sakai es dedica en part al kofun i a la seua història.

## Excavacions arqueològiques
L'Agència de la Casa Imperial autoritzà per primera vegada la realització d'excavacions arqueològiques al 2018: s'excavaren nou rases de 7,5 - 10,5 m per 2 m a la banda del fossat interior. S'han descobert restes de haniwa.